# França nos Jogos Olímpicos de Inverno de 1988
A França participou dos Jogos Olímpicos de Inverno de 1988 em Calgary, no Canadá.
A equipe francesa conseguiur 2 medalhas (1 de ouro e 1 de bronze) situando-se em décimo primeiro lugar no quadro geral de medalhas.

## Lista de medalhas francesas

### Medalhas de ouro
| Esporte              | Modalidade        | Atleta         | Performance |
| Medalhas de ouro : 1 |                   |                |             |
| Esqui alpino         | Super-gigante (M) | Franck Piccard |             |

### Medalhas de prata
| Esporte               | Modalidade | Atleta | Performance |
| Medalhas de prata : 0 |            |        |             |

### Medalhas de bronze
| Esporte                | Modalidade   | Atleta         | Performance |
| Medalhas de bronze : 1 |              |                |             |
| Esqui alpino           | Descente (M) | Franck Piccard |             |